# Tropidonophis punctiventris
Tropidonophis punctiventris är en ormart som beskrevs av Boettger 1895. Tropidonophis punctiventris ingår i släktet Tropidonophis och familjen snokar. Inga underarter finns listade i Catalogue of Life.
Denna orm förekommer endemisk på norra Halmahera i Indonesien. Arten lever i kulliga områden mellan 430 och 600 meter över havet. Individerna vistas i fuktiga skogar nära vattendrag. Honor lägger ägg.
Beståndet hotas av intensivt skogsbruk och av skogarnas omvandling till odlingsmark. Fram till 2019 var arten endast känd från fyra exemplar. IUCN kategoriserar arten globalt som starkt hotad.